# Caia Aarup Greene
Caia Aarup Greene, aussi nommée Caïa Aarup par certaines sources, née le 27 août 1868 à Copenhague et morte dans la même ville le 3 décembre 1928, est une compositrice danoise.

## Biographie
Certaines sources la considèrent suédoises.
Elle compose de nombreuses pièces vocales et pour piano.